# Idioblaste

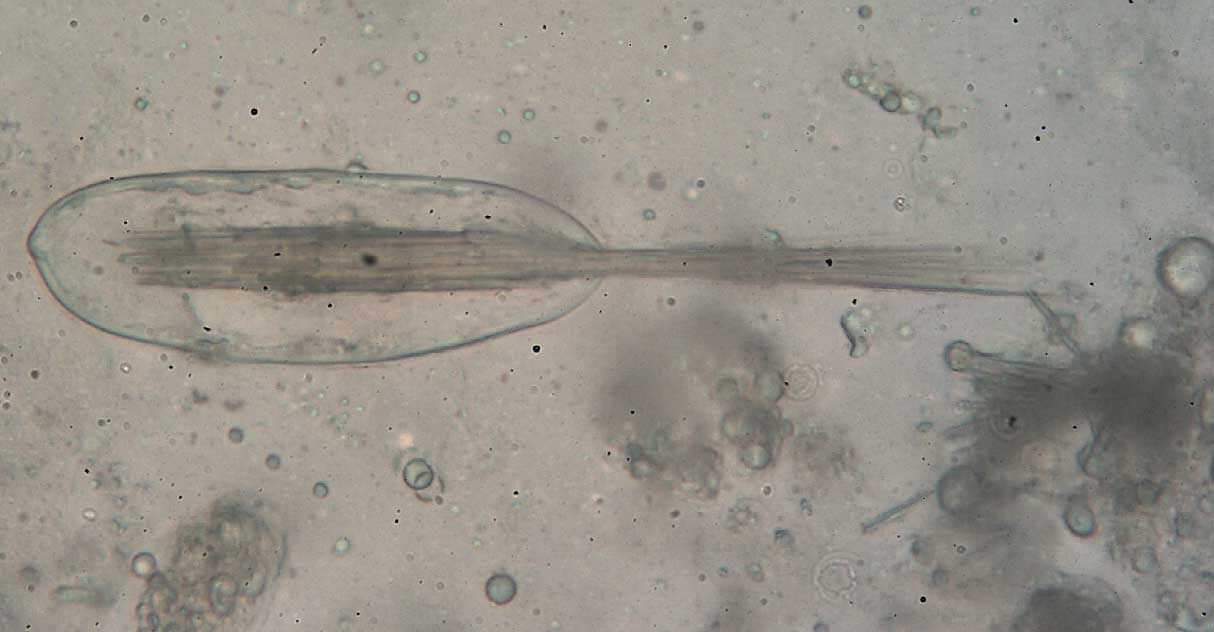
Cristaux en aiguille (raphides) d'oxalate de calcium dans la paroi cellulaire d'un idioblaste (grossissement 600x)

Les idioblastes sont des cellules spécialisées que l'on peut retrouver dans un tissu ou un système de tissus végétaux. Ils diffèrent des tissus végétaux voisins par leur forme, leur contenu ou les deux. Ils présentent des fonctions variées comme le stockage de molécules de réserve, l'excrétion de matériels, de pigments ou de minéraux. Ils peuvent contenir de l'huile, du latex, de la gomme, de la résine, des tannins, des pigments, etc. Certains peuvent contenir des cristaux de minéraux comme des molécules responsable de l'âcreté ou des oxalates ou carbonates ou silicates de calcium, molécules toxiques. Les idioblastes peuvent être divisés en trois principales catégories : excréteur, trachéoïde et sclérenchymateuse.
Les idioblastes peuvent contenir des cellules biforines en forme de cristaux. Les composés chimiques sont excrétés par la plante et stockés sous forme liquide ou cristalline. En faisceaux, ils sont connus pour avoir une forme de druse et de cristaux qui peuvent être sous forme de raphide. Lorsqu'une extrémité de l'idioblaste est détruite, la substance contenue dans ce dernier est éjectée par la pression interne de l'eau. Les paquetages chimiques d'oxalate de calcium semblent ne pas avoir de fonction autre que celui de poison dissuasif envers les herbivores.